# Christoph Bouet

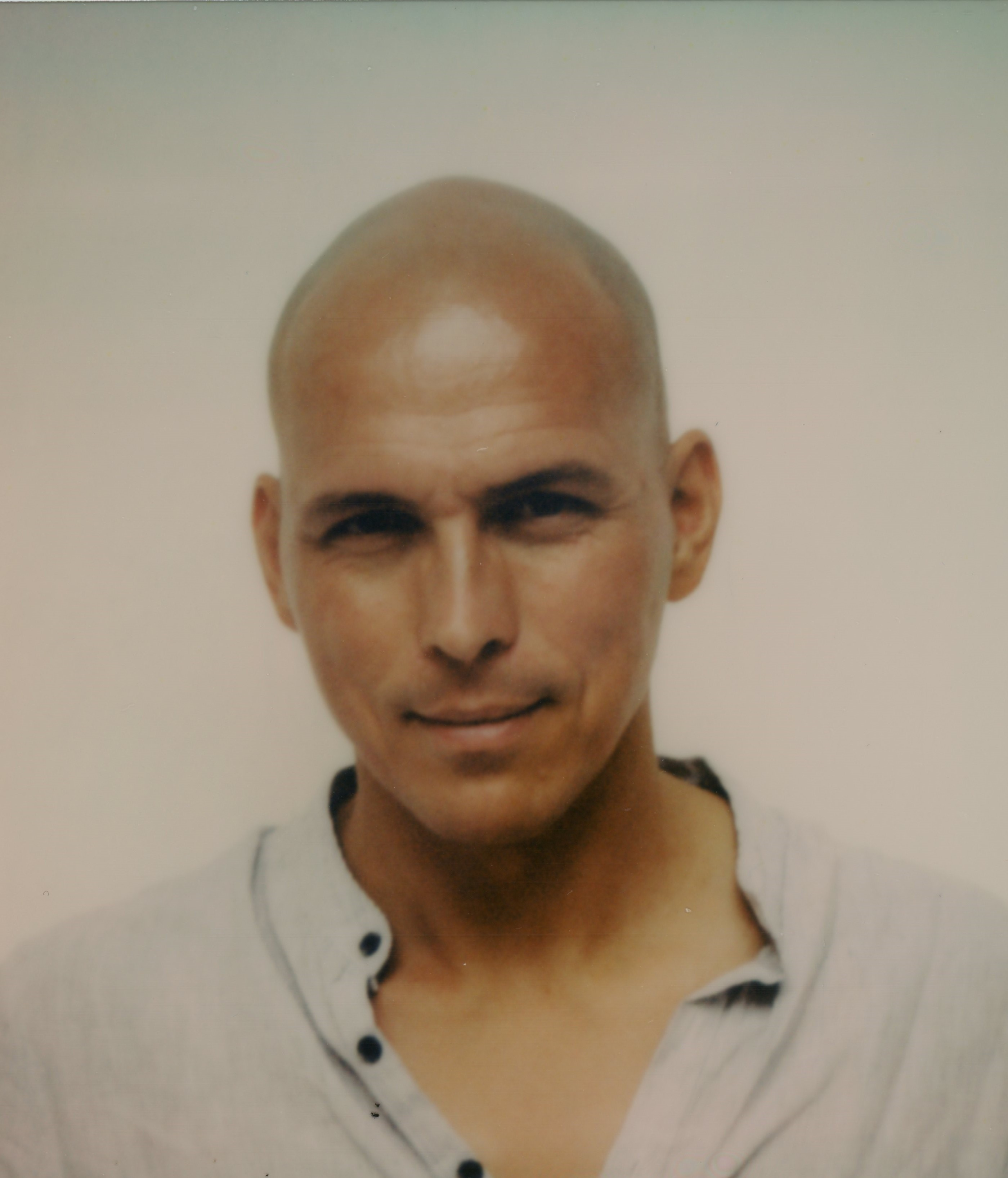
Christoph Bouet (2020)

Christoph Henri Bouet (* 13. Januar 1974 in Halle (Saale)) ist ein deutscher Maler und Musiker, der sich in Europa und in Nordamerika künstlerisch betätigt. Er ist ein Pleinair- und Porträt-Maler, ein Screenshot-Künstler sowie andererseits ein Country- und Folk-Musiker.

## Leben und Werdegang
Bouet, der auch die französische Staatsbürgerschaft besitzt, da sein Großvater aus Frankreich stammte, wuchs in Gommern bei Magdeburg auf. Er besuchte eine POS in der früheren DDR und später das Gymnasium in Burg. Von 1987 bis 1991 nahm er Unterricht im Zeichnen bei Wilhelm Paulke in Magdeburg. Mit 14 Jahren überwand er 1988 – und noch zu DDR-Zeiten – die Voreignungsprüfung an der Kunsthochschule Burg Giebichenstein in Halle an der Saale. 1992 bestand er den Eignungstest an der erwähnten Kunsthochschule und studierte dort Malerei, unter anderem bei Ronald Paris. Sein Diplom erhielt Bouet 1999. Er ist nach seiner Zivildienstzeit ab Mitte 2000 als freischaffender Künstler tätig.
Ab dem Jahr 2007 brachte Bouet sich das Spielen von Musikinstrumenten selber bei, und 2014 nahm er sein erstes Studioalbum auf. In seinen Kunstrichtungen – in der Malerei als auch in der Musik – versteht er sich nach eigenen Angaben als Zeitreisender. „Für Christoph Bouet gehört alles zusammen, das Malen und Zeichnen, das Texten und komponieren.“ Als Autor entwirft er ebenfalls lyrische Texte. Diese finden sich in Ausstellungskatalogen, in seiner Rede im Wandelgang des Paul-Löbe-Hauses, in seinen Songs oder als Hommage auf einen Kunstmäzen in einem Museumskatalog. Außerdem gestaltet er Screenshots von Fotos besuchter Orte zu Kunstwerken, da er seine virtuellen Reisen in die USA auf Google Maps per Screenshot festhält und diese seinen Musikalben zum Teil – ausgehend von bewusst verblichenen Polaroids – als „Polacards“ oder als signierte Poster hinzufügt.
Malreisen führten Bouet in viele verschiedene Länder Europas sowie nach Kanada, aber ebenso an die Ostsee auf den Darß nach Ahrenshoop und zu den umliegenden Ortschaften und Häfen. Museen und der Deutsche Bundestag erwarben Kunstwerke von ihm. Seine Bilder werden in Katalogen besprochen, und er nimmt an internationalen Kunstmessen teil. Er lebt und arbeitet in Magdeburg sowie in Gommern im Bundesland Sachsen-Anhalt.

## Künstlerisches Werk

### Als Maler
Bouets anfängliche künstlerische Phase verlief etwa von 1997 bis 2004, die er zu Beginn größtenteils in Halle verbrachte. Es entstanden seine „schwarzen Bilder“, da er diese überwiegend in dunklen Farben malte und die Landschaftsbilder eine Melancholie ausstrahlten. Das Thema des einsamen Wanderers und seiner nächtlichen Schritte durch Schnee und Sturm setzte er in dieser Phase entsprechend um, siehe ähnlich seine Bilder Die große Ebene oder Spanische Landschaft, 1996, H 100 x B 150 cm, Öl auf Leinwand.
Etwa ab dem Jahr 2000 malte er in seinem Atelier Landschaftsbilder von unwirklichen Wüsten, Bergen und Canyons. Die einzelnen Bilder wurden monatelang von ihm überarbeitet und erhielten dadurch ihre raue, rissige Oberfläche. Verfallene Gebäude in seinen Bildern steigerten das Gefühl der Einsamkeit. Rückblickend empfand Bouet seinen damaligen „Malprozess als zunehmend ‚selbstzerfleischend‘“.
„Nach einem Schlüsselerlebnis mit Werken von Anselm Kiefer“ änderte sich ab 2004, bei einem zweijährigen Aufenthalt in Potsdam, der Malstil von Bouet radikal; er malte nun seine Landschaften oder Stadtbilder vor Ort unter freiem Himmel, bei Nebel, Regen, Schnee, Sturm oder bei Sonnenschein, also en plein air. „Seine Farbpalette hellt[e] sich auf“, und seine frühere, oft sehr lange Arbeit an einem einzelnen Atelierbild veränderte sich für ein einzelnes Bild zu einer nur wenige Stunden dauernden „intensiven Malaktion“. Hatten zuvor zur zeitlichen Einordnung seine Bilder nur eine Jahresangabe, so datieren diese nun häufig exakt mit Tages- oder Monatsangaben. Nachträglich korrigierte er seine Bilder fast nie mehr. „Andere malen, was sie wissen. Oder denken. Bouet malt bloß, was er sieht. […] Viele Maler heute sind Denkmaler. Sie müssen oft viel erklären. Bouet muss gar nichts erklären.“
Expressive Farbigkeit wechselt bei seinen Bildern mit erdigen Farben ab, je nach Situation, den Lichtverhältnissen oder seiner Stimmung. Ein starker pastoser Auftrag ist allen diesen Bildern eigen. „In der Person […] [des] flämischen-französischen Künstlers Maurice de Vlaminck, der von 1876 bis 1958 lebte, treffen sich die Vorlieben des jungen Malers Bouet […].“ Seine dick aufgetragenen Ölfarben modelliert er überwiegend mit Pinseln, arbeitet aber neuerdings auch Fundstücke in die Farbe ein, siehe sein Bild aus dem Jahr 2023 Feld bei Menz, aufziehender Regen, H 80 x B 100 cm, Öl auf Leinwand. „Dabei versucht Bouet die Diskrepanz zwischen dem Objektcharakter und dem klassischen Tafelbild malerisch zu überwinden“, oder anders ausgedrückt, „was die Arbeiten von Bouet und Balkenhol vereint, ist, dass sie nicht nur visuell in Erscheinung treten, sondern auch materiell, räumlich und umgebungsseitig.“
Aus der Nähe betrachtet wirken Bouets Bilder als expressive Farbsetzungen, erst mit weitem Abstand zu seinen Bildern erscheinen den Betrachtern die vollständigen figürlichen Bildmotive. „Überreste von Farbe an den [Leinwand-]Rändern bleiben als Grat stehen und geben Impulse für haptische Reize.“ In seinen Arbeiten erkennt man gleichfalls Einflüsse einer früheren älteren Generation von Gegenwartskünstlern wie von Ronald Paris oder von Hartwig Ebersbach, und Bernhard Heisig äußerte einst über den jungen Bouet, nachdem er ein Bild von ihm gesehen hatte, „Sie sind ein guter Maler.“ Seit einigen Jahren tauchen des Öfteren in seinen Bildern, angelehnt an seine impressionistische Bildsprache, technische Objekte des 21. Jahrhunderts auf: „So umreißt er auf diesem Stück Leinwand in entspanntem Duktus Kulturgeschichte der letzten 150 Jahre und bedient sich zusätzlich der Ironie, […],“ siehe sein Werk Feld und Windpark von Nedlitz aus dem Jahr 2013, H 80 x B 120 cm.
In Ahrenshoop selber und in der Umgebung (Wustrow, Althagen, Niehagen oder direkt am Strand) entstanden häufig Bilder von ihm in seinem eigenen Duktus, die an die aufmüpfigen, rebellischen künstlerischen Vorgänger aus der Zeit der DDR erinnern. „Jedes Fisch-Stillleben kann politisch aufgeladen sein, der Strand – in der DDR auch Grenzregime – wird oft zur politischen Landschaft.“ So „[baut] Bouet […] unübersehbar zeitliche, stilistische Brücken, er macht uns das Altbekannte ganz neu – und dazwischen ist noch viel Platz für eigene Assoziationen, […],“ siehe sein Stillleben in Öl auf Leinwand: Fische auf Papier, 2005, H 50 x B 70 cm oder sein Bild Ausfahrt, 2010, H 110 x B 90 cm,
Neben seinen Landschaftsbildern malt Bouet Porträts oder Stillleben, so porträtierte er den Unternehmer und Kunstmäzen Hasso Plattner, Künstlerkollegen, Wissenschaftler oder Menschen, die ihm wichtig sind. Außerdem hängen von ihm im Deutschen Bundestag unter anderem ein Porträt des ehemaligen Bundestagspräsidenten Wolfgang Schäuble sowie im Berliner Abgeordnetenhaus ein Porträt von Joachim Gauck, dem früheren deutschen Bundespräsidenten.

### Als Musiker
Farben haben für Bouet einen Klang. Seine „Ölbilder gleichen expressiven Symphonien wie denen von Gustav Mahler; sie verbreiten Klang und Rhythmus.“ „Ich war besessen vom Gedanken Musik zu malen, bis ich Musik gemacht habe.“ Diesem Impuls folgte Bouet schrittweise ab 2007: Er brachte sich das Spielen von Musikinstrumenten selber bei (Gitarre, Bass, Mundharmonika und Piano), richtete ein Studio ein und entwarf seine Songtexte ebenfalls selber. 2014 nahm er als Singer-Songwriter sein erstes Studioalbum auf, das er 2015 als Maxisingle auf Vinyl unter seinem eigenen Label 1301Media veröffentlichte. Seine Songs sind eine Mischung aus Blues, Stoner Rock, Country- und Folk-Musik. Neil Young und J.J. Cale sind zwei seiner musikalischen Vorbilder.

Christoph Bouet
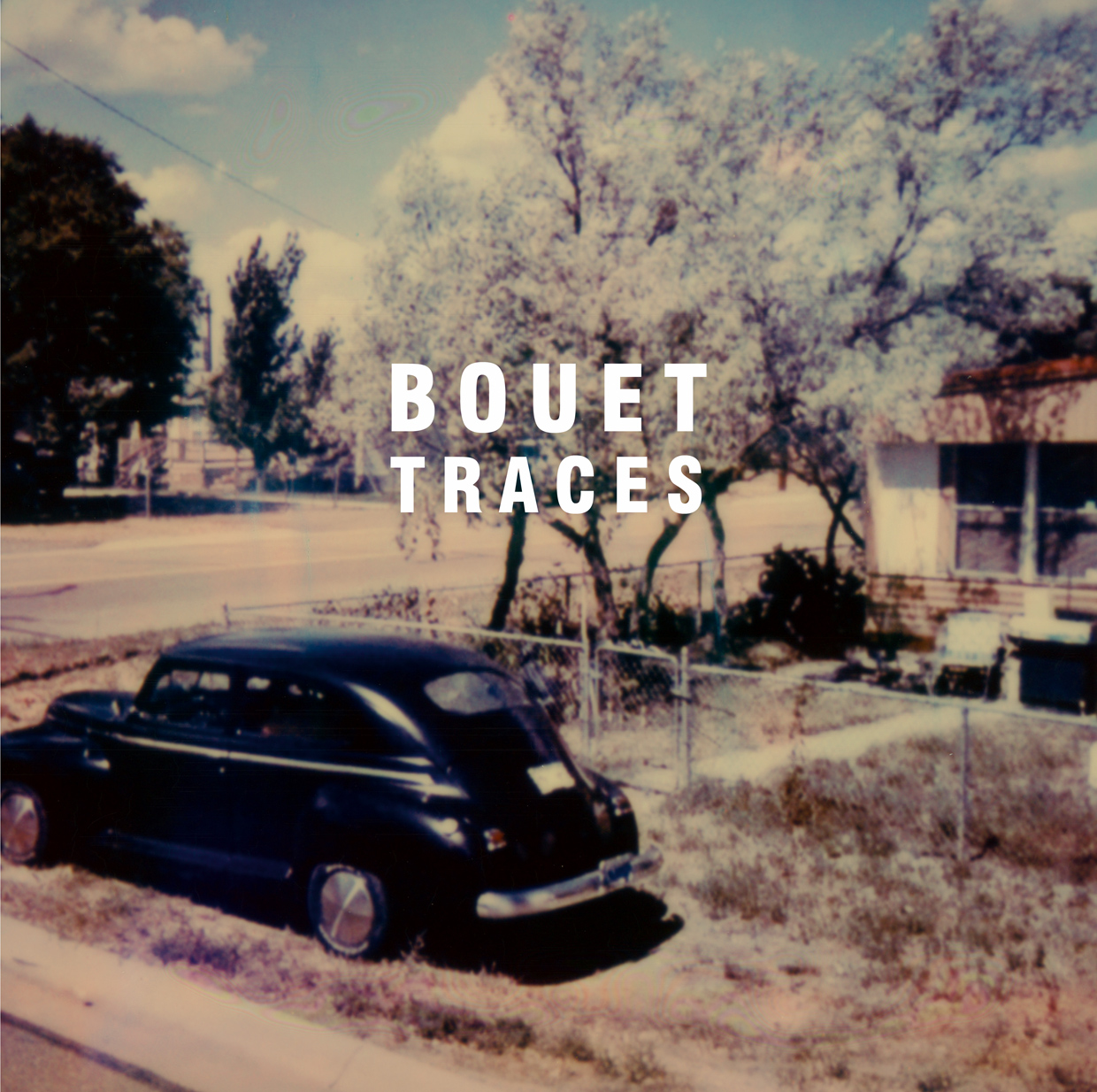
Album Traces 2020
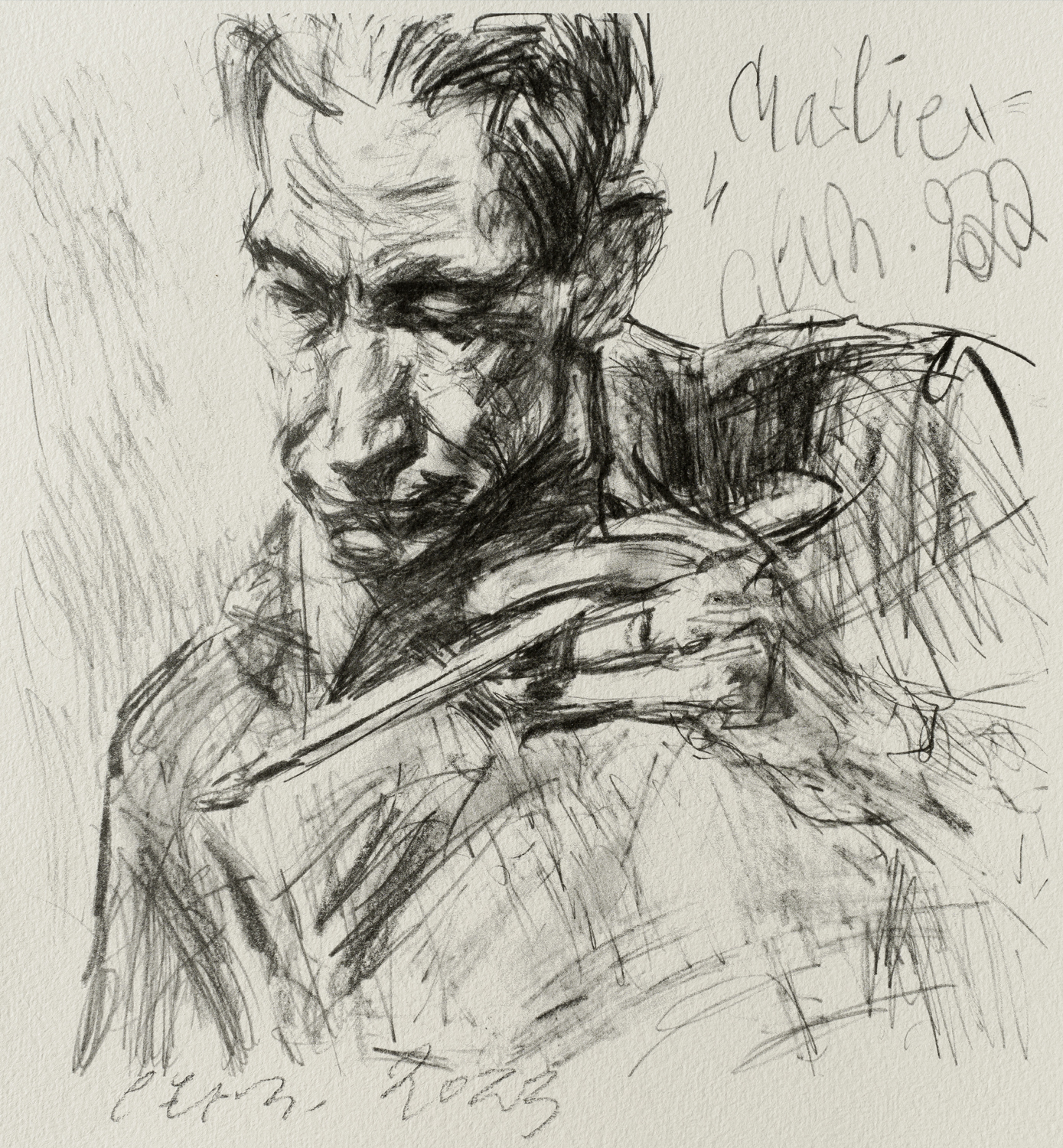
Charlie Watts Lithographie, 2022

Während des Lockdowns in der Corona-Pandemie im Jahr 2020 entstand sein viertes Album Traces, begleitet vom Drummer Sebastian Symanowski. „‚Der Mix stammt von Hannes Bieger und Rainer Maillard. Gemastert und geschnitten wurde im [Studio] Emil Berliner […]‘, erzählt[e] Bouet.“ Das entsprechende Schallplattencover gestaltete er in Eigenregie. Das Album mit Songs im amerikanischen West Coast-Sound rezensierten Musikmagazine.
In seinem Album Hollywood aus dem Jahr 2022 taucht er mit seinen deutschen und englischen Songtexten in einer Art von Zeitreise in das Kalifornien von 1968 ein, zwischen Traum und Wirklichkeit. Dieses Werk wird verglichen mit dem von Joe Henry.
Zum 60. Bandbestehen der Rolling Stones im Jahr 2022 stellte Bouet dem deutschen Rolling Stone-Magazin für deren Leser eine von ihm gemalte Originallithografie mit dem Bildnis von Charlie Watts zur Verfügung.
Mit seinen Erfahrungen und seinem persönlichen Netzwerk in der Musikindustrie produziert Bouet über sein Label 1301Media inzwischen ebenfalls Alben für andere Singer-Songwriter. Zum Beispiel veröffentlichte er als Produzent 2019 das Musikalbum Jerichow – Grounded für Wulf Mohrmann mit seiner Band Jerichow.

## Arbeiten in Museen, Sammlungen und öffentlichen Einrichtungen (Auswahl)
- Sammlung Deutscher Bundestag, Berlin[13]
- Sammlung Abgeordnetenhaus von Berlin[30]
- Kunstmuseum Ahrenshoop[15]
- Sammlung Würth, Künzelsau[15]
- Sammlung Hasso Plattner, Potsdam[23]
- Potsdam Museum, Potsdam[12]
- Rosenhang-Museum, Weilburg[15]
- Städtische Kunstsammlung, Bad Homburg[2]
- Verwaltungsgericht, Halle[2]
- Getec, Magdeburg[15]

## Ausstellungen (Auswahl)

### Gruppenausstellungen
- 1997: Verwaltungsgericht Halle-Neustadt
- 1998: Marktschlößchen, Halle
- 1999: Galerie am Neuen Palais, Potsdam
- 2001: Schloß Neuenburg, Freyburg an der Unstrut
- 2002: Galerie Berlin, Berlin
- 2002: Large Art Exhibition 2002, Kunsthalle Villa Kobe, Halle
- 2004: Kunsthalle Villa Kobe, mit Gert Kiermeyer, Halle
- 2008: At The Same Time, Galerie im Volkspark, Burg Giebichenstein Kunsthochschule Halle
- 2009: Willi-Sitte-Galerie, Merseburg
- 2010: Kunstflügel im Haus der Gemeinschaft der Künstlerinnen und Kunstfördernden Gruppe Brandenburg e. V., Rangsdorf
- 2010: Kunstsammlung Gera
- 2012: evangelische Kirche, mit Klaus Fußmann, Bad Homburg
- 2016: Rosenhang-Museum, Weilburg
- 2016: Goldfish Under The Ice, Galerie Alte Schule Ahrenshoop
- 2016: Plein Air Painting New Pictures, Galerie Zehntscheune, Bad Homburg
- 2017: All Kinds of Surprises, Museum Würth, Künzelsau
- 2018: Kunstverein Wiligrad e. V., Schwerin
- 2019: Kopf an Kopf, Galerie Helle Coppi, Berlin
- 2019: Galerie w, mit Sun Rae Kim, Osnabrück
- 2020: Galerie Berlin, mit Cathleen Meier, Berlin
- 2021: Kunst Weekend, Galerie Artes, Hannover
- 2023: Halle am Meer – Strandzone und Naturidyll Ahrenshoop 1945–2023, Kunstmuseum Moritzburg, Halle
- 2023: On Surface, Galerie Artes, mit Stephan Balkenhol, Berlin
- 2023: Halle am Meer – Künstlerkolonie, Sommergäste, Strandzone Ahrenshoop, 1892–2023, Kunstmuseum Ahrenshoop

### Einzelausstellungen
- 2008: Galerie Berlin
- 2010: Kunstkaten, Ahrenshoop
- 2011: Farblandschaften, Galerie am Dom, Frankfurt am Main
- 2012: Neue Bilder, Galerie Himmelreich, Magdeburg
- 2013: Kunstverein Weinheim, Weinheim
- 2013: Neue Bilder, Ausstellungssaal des Kulturamtes im Stadthaus, Wetzlar
- 2013: Landgang, Galerie Alte Schule Ahrenshoop
- 2013: Vor der Tür, Galerie Berlin
- 2014: Galerie Zehntscheune, Bad Homburg
- 2016: Tektonik der Farbe, Galerie Alte Schule Ahrenshoop
- 2017: Sommergarten, Galerie Himmelreich, Magdeburg
- 2018: Earth – Water – Light, Galerie Berlin
- 2023: unterwegs, Galerie Berlin
- 2023: Neue Bilder en plein air, Galerie Brusberg, Berlin

## Teilnahme an Kunstmessen (Auswahl)
- ARTFAIR Köln[2]
- Art Karlsruhe; im Jahr 2012 auch als One Man Show[2]
- Art Miami Context[2]
- Basel Paper Positions[15]
- Fine ART Köln[2]
- Korea International Art Fair Seoul[2]

## Ehrungen (Auswahl)
- Helen Abbott Förderpreis, Villa Kobe, Halle, 2003[39][40]

## Diskografie
- 2015: Bouet Stockroom Recordings, No. 1
- 2016: Bouet Stockroom Recordings, No. 2
- 2018: Bouet Skyline Drive
- 2020: Bouet Traces
- 2022: Bouet Hollywood
- 2023: Bouet Roadkill Madness